# Wim Jansen (voetballer)
Wilhelmus Marinus Antonius (Wim) Jansen (Rotterdam, 28 oktober 1946 – Hendrik-Ido-Ambacht, 25 januari 2022) was een Nederlands profvoetballer en voetbaltrainer die als voetballer de posities rechtshalf, linkshalf en libero innam. Met Feyenoord won hij in 1970 de Europacup I en de wereldbeker. Hij was in het Nederlands elftal basisspeler in de WK-finales van 1974 en 1978. Jansen speelde het grootste deel van zijn voetbalcarrière bij Feyenoord (vijftien seizoenen). Voor het nationale elftal kwam hij 65 keer uit.

## Clubcarrière
Bij Feyenoord won hij veel prijzen. Hij won er onder andere de KNVB beker, werd er drie keer landskampioen en won in zijn topjaar in 1970 ook nog eens de Europacup I plus de wereldbeker. In 1974 werd dat nog eens gevolgd door de UEFA Cup.
Na zijn periode bij Feyenoord speelde hij (samen met Johan Cruijff) nog een seizoen bij de Washington Diplomats en ook nog eens twee seizoenen bij Ajax, de grote rivaal van Feyenoord. Deze overstap werd hem door een deel van de supporters van Feyenoord niet in dank afgenomen. Zo kreeg hij tijdens de warming up voor zijn debuut voor Ajax in de wedstrijd Feyenoord-Ajax (4–2, op 7 december 1980) een ijsbal op zijn oog, waardoor hij de wedstrijd niet uit kon spelen. Met Ajax klom hij als opvolger van de zomer 1980 vertrokken libero Ruud Krol in het seizoen 1980/81 op van een achtste plaats halverwege de competitie, naar een nipte tweede plaats vlak voor nummers 3, 4 en 5 FC Utrecht, Feyenoord en PSV. In 1981/82 werd hij met Ajax landskampioen met 117 doelpunten vóór en 42 tegen. Na zijn afscheidswedstrijd (België-Ajax 4–2, juni 1982) werd hij door zijn teamgenoten Piet Schrijvers en Søren Lerby op de schouders genomen en van het veld gedragen.

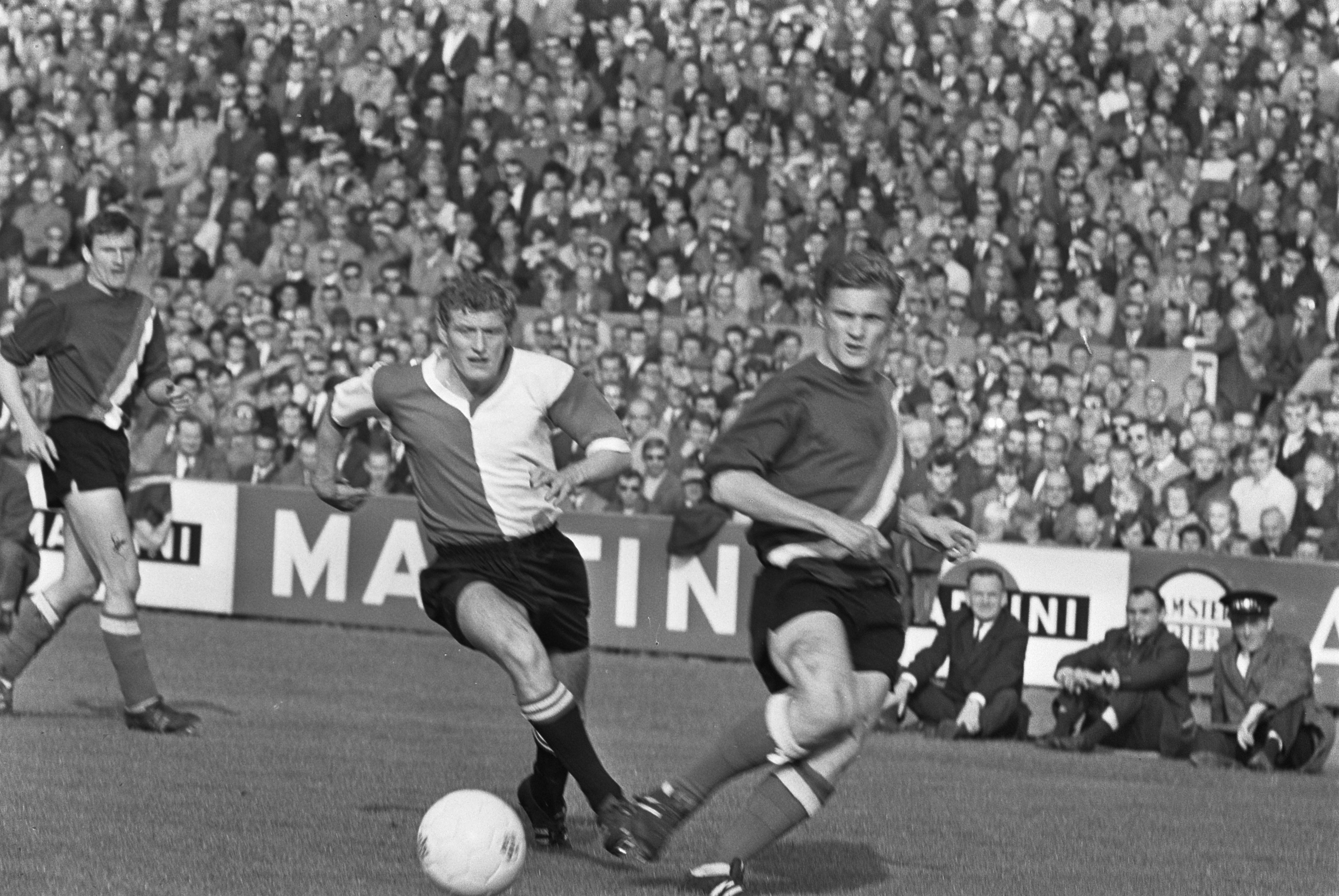
Wim Jansen in actie in de Rotterdamse derby. Met Feyenoord won Jansen vele prijzen, waaronder als eerste Nederlandse club de Europacup I en de wereldbeker voor clubteams.

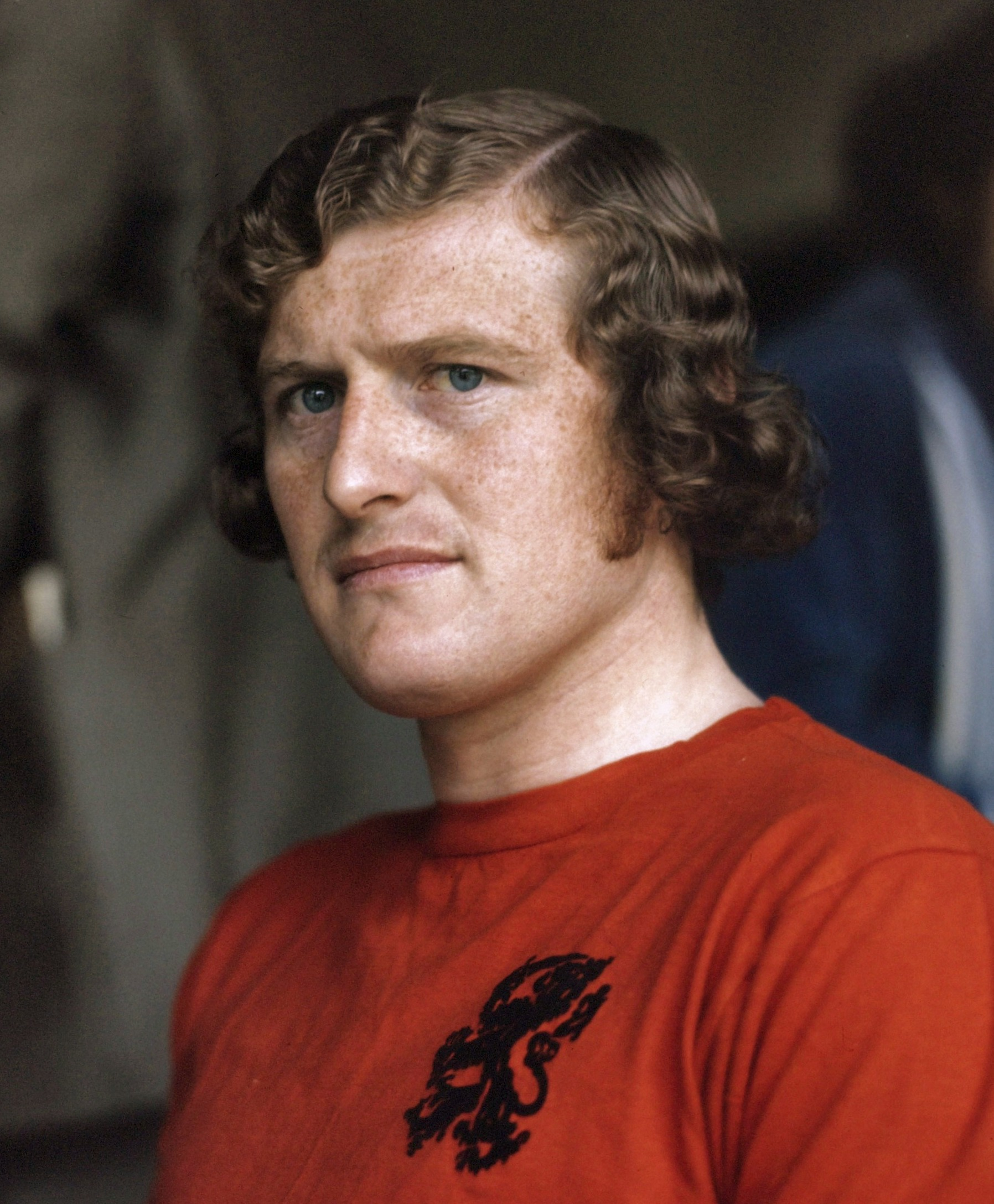
Wim Jansen tijdens het WK van 1974.

## Interlandcarrière
Jansen speelde 65 interlands, waaronder de WK-finales van 1974 en 1978. Hij scoorde voor het Nederlands elftal één keer (Luxemburg - Nederland, 1968) en was vier keer aanvoerder. Hij kreeg in Oranje twee gele kaarten.

## Als trainer en technisch adviseur
Na zijn loopbaan kwam hij bij zijn club Feyenoord te werken. Eerst vier seizoenen als jeugdtrainer en daarna nog een seizoen als assistent-trainer. In 1987 vertrok Jansen naar SC Lokeren, waar hij een seizoen bleef. Daarna ging hij twee seizoenen naar SVV.
In het jaar 1990 kwam echter de belangrijkste stap in zijn trainerscarrière. Hij ging voor twee seizoenen als trainer naar Feyenoord. Daarna bleef hij er nog twee seizoenen technisch directeur. Hij won twee KNVB bekers, in 1991 en 1992. In 1993 werd hij als technisch directeur landskampioen en in 1994 won hij opnieuw de KNVB beker.
Daarna ging hij naar Saoedi-Arabië, Japan en Schotland. In Schotland won hij met Celtic de beker en werd hij landskampioen. In oktober 2003 sloeg Jansen een aanbod om in de technische staf van Ajax te komen af; hij had het naar eigen zeggen prima naar zijn zin in Japan. "Ajax hoeft me niet te bellen", grapte hij. In het seizoen 2005/06 keerde hij terug bij Feyenoord, waar hij een functie als technisch adviseur bekleedde. Hij bleef hierbij nadrukkelijk op de achtergrond.
Aan het begin van het seizoen 2008/09 verraste Jansen vriend en vijand door terug te keren op het trainingsveld: hij werd assistent van de nieuwe Feyenoord-trainer Gertjan Verbeek. Na zeven maanden als assistent-trainer gefunctioneerd te hebben stapte Jansen op 14 januari 2009 op bij Feyenoord. Hij verklaarde zich solidair met de ontslagen trainer Verbeek.
Op 6 augustus 2011 maakte Feyenoord bekend dat Jansen terugkeerde. Ditmaal ging hij trainers binnen de jeugdopleiding begeleiden.

## Persoonlijk leven

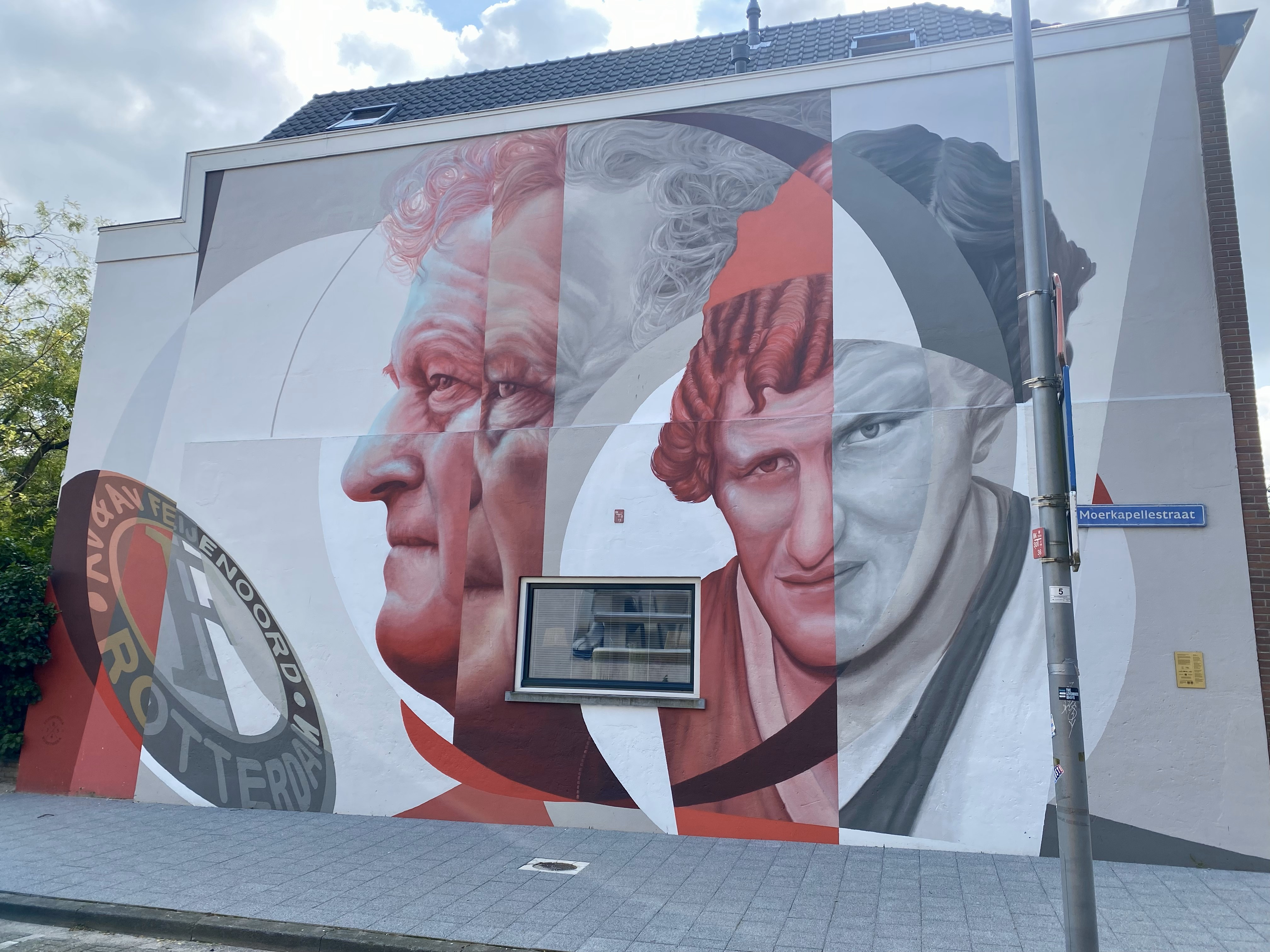
Muurschildering ter ere van Wim Jansen.

Jansen is geboren in de Bloklandstraat in het Oude Noorden te Rotterdam. In deze straat groeide hij op samen met zijn jeugdvriend Coen Moulijn met wie hij later vele successen behaalde als speler van Feyenoord. Jansen was de zwager van Stanley Brard die getrouwd is met een jongere zus van de vrouw van Jansen.
In oktober 2021, vlak voor zijn 75ste verjaardag, kwam zijn biografie Wim Jansen, Meesterbrein uit, geschreven door Youri van den Busken en waarin onthuld werd dat Jansen leed aan een vorm van dementie. Hij overleed op 25 januari 2022 op 75-jarige leeftijd.

## Erelijst

### Als speler

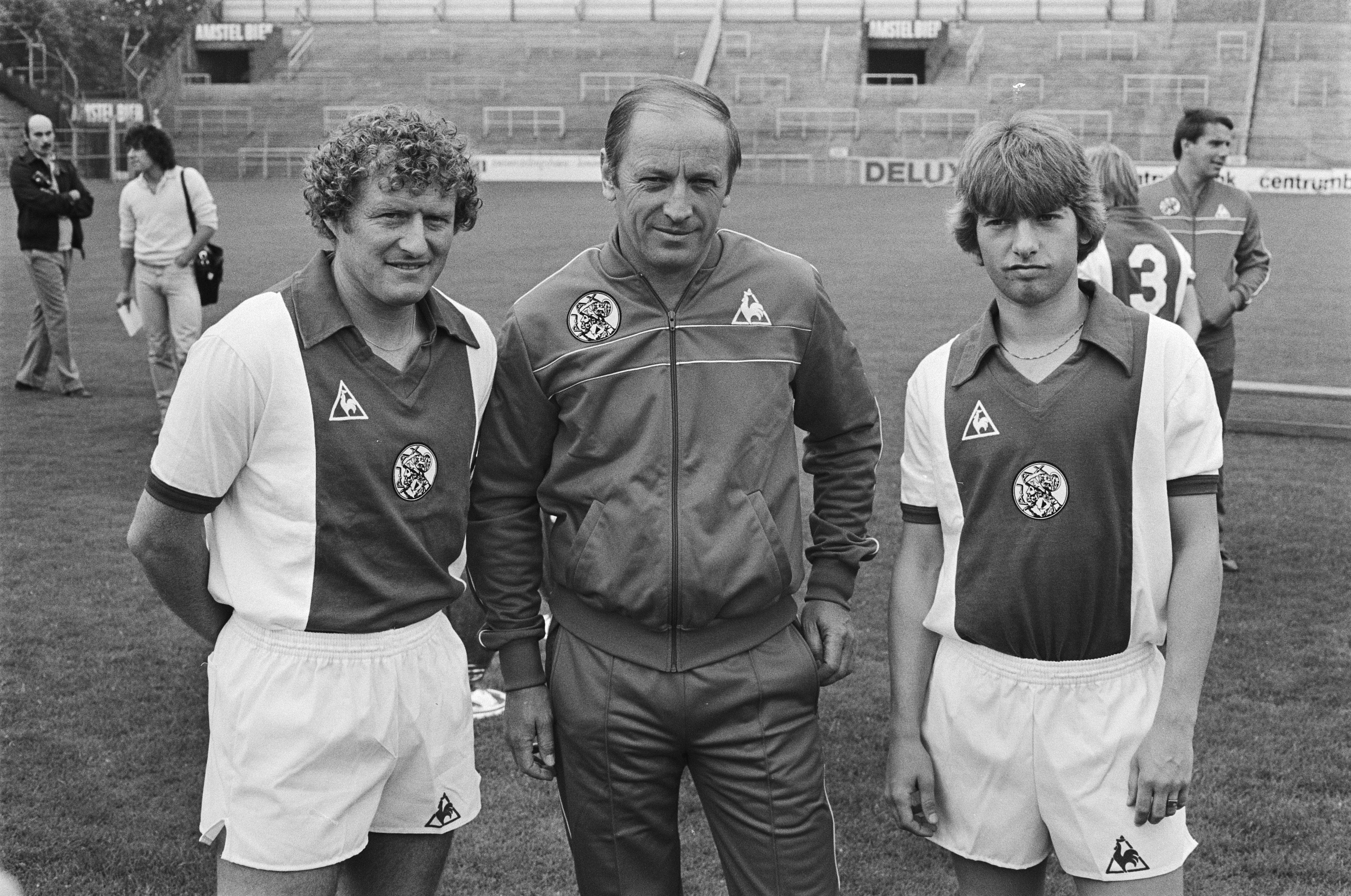
13 juni 1981. Trainer Kurt Linder presenteert Ajax' laatste aankopen: Wim Jansen (eind november 1980) en Jesper Olsen (half 1981). Ajax werd kampioen in het seizoen 1981/82.

| Competitie                 |           |                           |           |           |
| Competitie                 | Aantal    | Jaren                     |           |           |
| Feyenoord                  | Feyenoord | Feyenoord                 | Feyenoord | Feyenoord |
| -------------------------- | --------- | ------------------------- | --------- | --------- |
| Mondiaal                   |           |                           |           |           |
| Wereldbeker voor clubteams | 1x        | 1970                      |           |           |
| Internationaal             |           |                           |           |           |
| Europacup I                | 1x        | 1969/70                   |           |           |
| UEFA Cup                   | 1x        | 1973/74                   |           |           |
| Intertoto Cup              | 3x        | 1967, 1968, 1973          |           |           |
| Nationaal                  |           |                           |           |           |
| Eredivisie                 | 3x        | 1968/69, 1970/71, 1973/74 |           |           |
| KNVB beker                 | 1x        | 1968/69                   |           |           |
| Ajax                       |           |                           |           |           |
| Eredivisie                 | 1x        | 1981/82                   |           |           |

### Als trainer
| Competitie                |           |                  |           |           |
| Competitie                | Aantal    | Jaren            |           |           |
| Feyenoord                 | Feyenoord | Feyenoord        | Feyenoord | Feyenoord |
| ------------------------- | --------- | ---------------- | --------- | --------- |
| KNVB beker                | 2x        | 1990/91, 1991/92 |           |           |
| Celtic                    |           |                  |           |           |
| Scottish Premier Division | 1x        | 1997/98          |           |           |
| Scottish League Cup       | 1x        | 1997/98          |           |           |